# Andrzej Prażmowski
Andrzej Prażmowski herbu Belina – kasztelan warszawski w 1649 roku, sędzia ziemski warszawski w 1638 roku, skarbnik warszawski w 1631 roku.
Był elektorem Władysława IV Wazy z ziemi warszawskiej w 1632 roku i Jana II Kazimierza Wazy z ziemi warszawskiej w 1648 roku. Podpisał pacta conventa Jana II Kazimierza Wazy  w 1648 roku.
Żonaty z Jadwigą Zofią Kożuchowską herbu Doliwa ojciec czterech synów: prymasa Mikołaja, biskupa łuckiego Franciszka Michała, wojewody płockiego Samuela Jerzego i chorążego nadwornego koronnego Wojciecha.